# 汉克·比亚萨蒂
亨利·阿卡多·比亚萨蒂（英語：Henry Arcado Biasatti，1922年1月14日—1996年4月20日），意大利裔加拿大籍运动员，曾效力于NBA联盟和职棒大联盟的职业运动员。